# Mike Riddle
Mike Riddle, född den 17 juni 1986 i Edmonton, Kanada, är en kanadensisk freestyleåkare.
Han tog OS-silver i herrarnas halfpipe i samband med de olympiska freestyletävlingarna 2014 i Sotji.